# Manel Arcos i Martínez
Manel Arcos i Martínez   (Oliva, 11 de setembre de 1965) és un periodista, escriptor i investigador valencià d'història contemporània, conegut pels seus assajos sobre el bandolerisme valencià del segle xix i per la divulgació d'aquest fenomen.
Llicenciat en Comunicació Audiovisual per la Universitat de València, ha treballat en diferents mitjans de comunicació, com ara Ràdio Puça (1985), Ràdio Oliva (1986-1989), Ràdio 4 a València (1989-1991), Radio Nacional de España (1991-1992), Canal Nou (1992) i Ràdio 9 (1999). Entre el 2 d'octubre de 2012 i el 23 de juny de 2015, va dirigir i va presentar el programa Paraules en silenci a Ràdio Pego, programa que va ser guardonat el 29 d'abril de 2013, en la 13 edició dels Premis Ràdio Associació convocats per la RAC de Catalunya, amb una Menció de Qualitat en la categoria de millor programa de ràdio local, “per divulgar amb llenguatge actual i utilitzant els recursos del mitjà, la qualitat de la literatura catalana, en especial la poesia".
Entre abril de 2011 i març de 2023, va ser director de la revista Cabdells, editada per l'Associació Cultural Centelles i Riusech d'Oliva. Ha guanyat el XV Premi d'Investigació Històrica Francesc Ferrer i Pastor (2008), per La senda dels lladres: bandolerisme als voltants de la serra de Mostalla (1806-1839), i la XIV Beca d'Investigació Ciutat de Dénia (2011), per Els segrestadors de la Marina: bandolerisme en temps de revolució (1869-1875).
Des de desembre de 2016, és el màxim responsable de l'editorial Edicions del Sud.

## Obra
Assaig
- 2009: Josep Poler i Cangròs: un roder xeresà que va acabar com Camot, Ajuntament de Xeresa.
- 2009: La senda dels lladres: bandolerisme als voltants de la serra de Mostalla (1806-1839), Universitat de València.[8]
- 2010: El Tio Joan de la Marina: un bandoler d'Ador en terres del Xúquer i el Túria (1851-1878), Edicions Tivoli.[9]
- 2011: Acabaren com Camot: bandolerisme a la governació de Xàtiva en temps de Ferran VII (1814-1833), Edicions Tivoli.[10][11]
- 2012: Els guerrillers de la Marina: el Campaner i el saqueig de Xàbia de 1812, CIRNE.[12]
- 2012: Quan els trabucs refilaven: recull d'estudis i assajos sobre el bandolerisme valencià del segle XIX, Edicions Tivoli.[13]
- 2013: El robatori de Benimassot: un misteri, una llegenda i uns quants roders de la Marina, Edicions Tivoli-IECMA.[14][15]
- 2015: Gaianes-Xàtiva, un viatge sense tornada: tres germans, tres bandolers i una història oblidada, Edicions Tivoli.
- 2015: Conflicte d'interessos: bandolerisme i vendetta a la Marina Alta en temps de cacics (1844-1875), El Petit Editor.
- 2015: El robo de Benimassot: un misterio, una leyenda y un puñado de bandidos de La Marina, El Petit Editor.
- 2017: El llop del Comtat: la història mai contada d'un roder anomenat el Macareno, Edicions del Sud.
- 2019: Micalet Mas de la Llosa de Ranes, Edicions del Sud.
- 2021: Els Ganyans: la història que no es va contar (Pego, 1844-1883), Edicions del Sud.
- 2023: Històries de roders contades a boca de canó, Edicions del Sud.

Poesia
- 2014: El vol del silenci, Edicions Tivoli.
- 2016: Llibre de Guardamar de la Safor, El Petit Editor.